# 尼納卡卡區
尼納卡卡區（西班牙語：Distrito de Ninacaca），是秘魯的一個區，位於該國中部帕斯科大區的帕斯科省，始建於1857年1月2日，面積508.92平方公里，海拔高度4,140米，2005年人口4,742，人口密度每平方公里9.3人。